# Ta'Shan
Ta'Shan (* 1992; bürgerlich Shanta Azalea Venkatesh, auch bekannt als BombayMami) ist eine Schweizer Musikerin. Sie produziert Popmusik, Hip-Hop und Contemporary R&B.

## Leben
Ta’Shan wuchs in Münsingen mit ihrem Vater, der aus Indien stammte, und ihrer Schweizer Mutter auf. Sie absolvierte ein Praktikum beim Eidgenössischen Departement für auswärtige Angelegenheiten. Sie schloss ein Music-Business-Studium in London ab.

## Karriere
Als 14-Jährige nahm Ta’Shan ihre eigenen Songs bei sich zuhause auf. Mit 21 Jahren machte sie Ferien in den USA bei einem Airbnb, in dem sich ein Musikstudio befand. Sie verbrachte ihre ganzen Ferien in dem Studio. Danach versuchte sie sich in der Schweiz als Sängerin.
2014 veröffentlichte sie ihre erste Single mit dem Titel Sorry. Zwei Jahre danach veröffentlichte Ta’Shan ihre erste EP mit dem Titel Dreamer. Während ihrer Musikkarriere arbeitete sie mit vielen Musikern, unter anderem mit Fire FLY, Joe Grind, TE dness, Konshens oder Niqo Nuevo, zusammen. 2019 kam ihr erstes Album, BombayMami, Vol. 1, heraus. Im selben Jahr hatte Ta'Shan einen Auftritt beim Glastonbury Festival.
2020 war Ta’Shan Teilnehmerin der Schweizer Rapszene-Reality-Show Battle Mansion, produziert von SRF Virus.
2021 nahm sie an der zweiten Staffel Sing meinen Song – Das Schweizer Tauschkonzert teil.

## Diskografie

### Alben
- 2019: BombayMami, Vol. 1[5]

### EPs
- 2016: Dreamer

### Singles (als Leadmusikerin)
- 2014: Sorry
- 2016: My Own
- 2016: We Get It
- 2017: Remember
- 2017: High
- 2017: We Get It (feat. Joe Grind) [Joe Grind Remix]
- 2017: Litty Litty (feat. TE dness)
- 2018: Comfie
- 2018: Foodie
- 2019: Mami
- 2019: This Time (CH: Gold)[6]
- 2019: This Time Remix (feat. Konshens)
- 2019: Tik Tok
- 2020: Mixie Mixie
- 2020: Drift Away
- 2022: Oprah[7]
- 2022: Yoga[8]
- 2022: Poppin[9]
- 2022: Uh Ah
- 2022: Bunda
- 2022: Delikat
- 2022: J’Adore
- 2023: Potential
- 2024: DhinDhinDha
- 2025: Fire in Delhi

### Gastbeiträge
- 2014: Watch Me (Fiumi feat. Ta’Shan, Gabriel)
- 2020: My Bad (Tame Kyel feat. Ta’Shan)
- 2020: Fucked Up (Tieums feat. Ta’Shan)

## Auszeichnungen und Nominierungen

### Nominierungen
- LYRICS Awards
  - 2020: Kategorie: „Best Breaking Act“[10]